# Brachydesmus assimilis
Brachydesmus assimilis är en mångfotingart som beskrevs av Hans Lohmander 1936. Brachydesmus assimilis ingår i släktet Brachydesmus och familjen plattdubbelfotingar. Inga underarter finns listade i Catalogue of Life.